# Sveva Alviti
Sveva Alviti (Roma, 14 luglio 1984) è un'attrice e modella italiana. Lavora sia in film in lingua francese che italiana.

## Biografia
A 17 anni inizia la sua carriera di fotomodella, che la porta a New York a sfilare e posare per i grandi marchi.
Parallelamente alla carriera da modella studia recitazione: dopo alcuni ruoli a Broadway e alcune apparizioni sul grande schermo, nel 2011 partecipa alla Mostra del Cinema di Venezia con il corto Alice.
Nel 2012 è nel film Niente può fermarci di Luigi Cecinelli con Gérard Depardieu e in Buongiorno papà di Edoardo Leo. Nel 2013 è una delle protagoniste del film Cam Girl per la regia di Mirca Viola. Nel 2016 è la protagonista del film Dalida, regia di Lisa Azuelos, ruolo per il quale viene lodata.
È stata ospite sul palco dell'Ariston nella seconda serata del Festival di Sanremo 2017.
Nel 2018 recita in Love Addict di Frank Bellocq uscito in Francia e nello stesso anno è la protagonista femminile di Lukas con Jean-Claude Van Damme.
È stata inoltre candidata come Miglior attrice emergente ai Premi César 2018 in Francia per il ruolo di Dalida nell'omonimo film.
Nel 2024 ha inaugurato nella forma di madrina la mostra del cinema di Venezia, sfilando in abito elegante e a piedi nudi in spiaggia al Lido di Venezia.

## Filmografia

### Cinema
- AmeriQua, regia di Marco Bellone e Giovanni Consonni (2013)
- Buongiorno papà, regia di Edoardo Leo (2013)
- Niente può fermarci, regia di Luigi Cecinelli (2013)
- Cam Girl, regia di Mirca Viola (2014)
- Dalida, regia di Lisa Azuelos (2016)
- Love Addict, regia di Frank Bellocq (2018)
- Restiamo amici, regia di Antonello Grimaldi (2018)
- The Bouncer - L'infiltrato (Lukas), regia di Julien Leclercq (2018)
- Fra le onde (Entre les vagues), regia di Anaïs Volpé (2021)
- Tra le onde, regia di Marco Amenta (2021)
- Aka, regia di Morgan S. Dalibert (2023)
- The other side of Fame, regia di Erik Bernard (2025)

### Cortometraggi
- Imago vocis, regia di Tommaso Cella (2011)
- Alice, regia di Roberto De Paolis (2011) presentato al Festival di Venezia.
- Between Ethyl and Regular, regia di Adrien Cothier (2011)
- Bordeline, regia di Luca Tobia Forcignano Serri (2013)

### Televisione
- La mia casa è piena di specchi, regia di Vittorio Sindoni – miniserie TV (2010)
- Nudes 2 – serie TV (2024)

## Premi e riconoscimenti
Candidata come Miglior attrice emergente ai Premi César 2018 in Francia (2018)
Premio Kinéo come guest star alla 76ª Mostra internazionale d'arte cinematografica di Venezia (2019)
Madrina dell'81ª Mostra internazionale d'arte cinematografica di Venezia (2024)